# ペリ

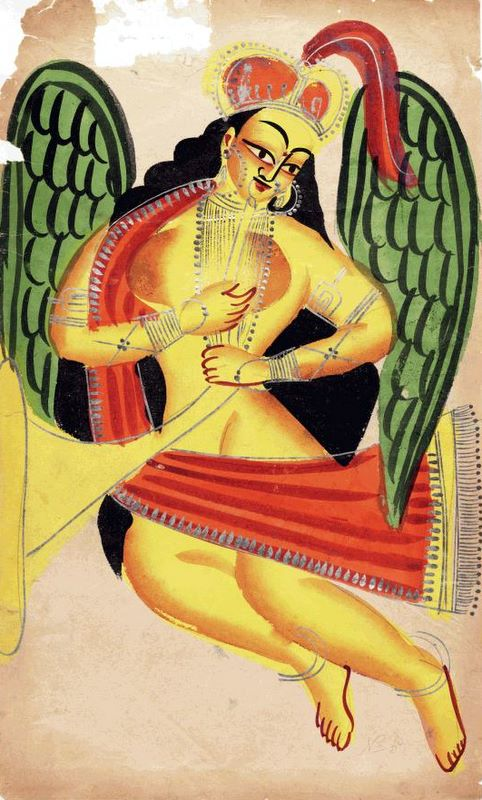
Peri, 1875 :en:Kalighat painting.

ペリ（ペルシア語: پری, ラテン文字転写: parī）は、イランの高原地帯に棲んでいるとされる妖精の一種。
背中に翼のある人間の姿をしており、魔法を使える。男女ともに理想的な姿で、男は威厳があり、女は美しいという。四大元素の内の火から作られた存在で、麝香やシタンなどの香りが食べ物とされる。
普段は峻厳とした山の頂上や、深い泉の底にいるが、たまに人間の世界に行くこともある。日本の天女と同じように、ペリの女性が人間の男と結婚する事もあるという。

## 西洋音楽での使用
- ロベルト・シューマン：世俗オラトリオ『楽園とペリ』（1843年）
- ヨハン・ブルグミュラー：バレエ『ラ・ペリ』（1843年）
- ギルバート・アンド・サリヴァン：コミックオペラ『イオランテ、または貴族と妖精』 (Iolanthe; or, The Peer and the Peri) （1882年）
- ポール・デュカス：バレエ『ラ・ペリ』（1912年）